# Дивин (Житомирская область)
Диви́н (укр. Дивин) — село на Украине, основано в 1240 году, находится в Брусиловском районе Житомирской области.
Код КОАТУУ — 1820980701. Население по переписи 2001 года составляет 324 человека. Почтовый индекс — 12641. Телефонный код — 4162. Занимает площадь 25,43 км².

## История
Упоминается еще в 1240 году, во времена упадка Киевской Руси и вхождения большинства её земель в зависимость от правителей Орды.
После выхода земель Поднепровья из-под ордынского влияния Дивин попал в состав земель Великого княжества Литовского и Речи Посполитой, затем в состав земель Войска Запорожского и в конце концов в состав одной из губерний Малороссии — Киевской в составе Российской империи.

## Местный совет
Село Дивин — административный центр Дивинского сельского совета.
Адрес местного совета: 12641, Житомирская область, Брусиловский р-н, с. Дивин, ул. Центральная, 3.